# 1 Berliński Batalion Saperów
1 Berliński Batalion Saperów im. ppor. Antoniego Laskowskiego (1 bsap) – samodzielny pododdział wojsk inżynieryjnych ludowego Wojska Polskiego.

## Organizacja i działania bojowe
Batalion został sformowany podstawie postanowienia Państwowego Komitetu Obrony ZSRR z 9 maja 1943 i rozkazu dowódcy 1 Dywizji Piechoty z 14 maja 1943 jako jednostka 1 Warszawskiej Dywizji Piechoty im. Tadeusza Kościuszki.
Jednostka została zorganizowana Sielcach nad Oką według sowieckiego etatu Nr 04/506 batalionu saperów dywizji strzelców Gwardii.
15 lipca 1943 w obozie sieleckim żołnierze batalionu złożyli przysięgę.
W czasie marszu pod Lenino saperzy reperowali drogi i mosty, ułatwiając przemarsz wojsk. W toku bitwy, pod ogniem nieprzyjaciela, batalion zabezpieczał przeprawę piechoty i czołgów przez Miereję i jej bagnistą dolinę. Po bitwie kontynuowano szkolenie we wsi Somarkowo na Smoleńszczyźnie, naprawiając jednocześnie okoliczne drogi i pomagając mieszkańcom w odbudowie wsi.
W czasie walk nad Wisłą w sierpniu 1944 rok batalion organizowali przeprawę przez rzekę, naprawiał drogi i budował punkty obserwacyjne. Brał również udział w budowie pierwszego mostu stałego przez Wisłę koło Wielkolasu. Przed rozpoczęciem walk na Pradze saperskie grupy torujące wykonały przejścia w zaporach nieprzyjaciela.
W czasie walk na Wale Pomorskim, batalion uczestniczył w bojacho Podgaje, Sypniewo i Mirosławiec. Zabezpieczał pod względem inżynieryjnym forsowania Odry i Starej Odry. Saperzy drogę dywizji w marszu na zachód przez Neu Rudnitz, Alt Retz i Kanał Hohenzollernów.
W czasie walk w Berlinie, saperzy wyrąbywali przejścia w ścianach budynków i w ogrodzeniach oraz niszczyli punkty oporu. W Berlinie 1 batalion saperów zakończył działania bojowe.

## Okres powojenny
Po zakończeniu działań bojowych, w składzie 1 DZ pełnił funkcje okupacyjne i pozostawał nad Odrą i Nysą Łużycką po zachodniej stronie. Dywizję wycofano z Niemiec pod koniec maja i w czerwcu. 1 bsap, po przegrupowaniu do kraju, rozkazem Naczelnego Dowództwa WP nr 0136 z 4 lipca 1945 z dniem 7 lipca został podporządkowany szefowi Departamentu Wojskowo-Inżynieryjnego MON i skierowany do wsparcia 5 BSap do Łomży. Otrzymał tam odcinek do rozminowania w ramach rejonu rozminowania nr 1. Odcinek obejmował tereny na północ od Łomży, na prawym brzegu rzek Narew i Biebrza, do Wissy i Szczuczyna. Sztab batalionu był rozmieszczony w Drozdowie. Rozminowanie odcinka było trudne szczególnie nad Biebrzą. Przeważały przeciwpiechotne pola minowe. Gęstość minowania wynosiła do 2600 szt min na kilometr bieżący pola minowego, a pól takich było 12 –14 na km² terenu. W rejonie nadbiebrzańskim występowały pola niemieckie, sowieckie, minowane często z pominięciem systemu minowania, ze względu na kilkakrotne przechodzenie tego terenu z rąk do rąk. Batalion odczuwał brak transportu – miał 1 samochód ciężarowy ZIS-5 i 6 furmanek parokonnych. Saperzy na pola minowe chodzili pieszo po 8 km. Praca trwała od 7:00 do 19:00. Ze względu na uciążliwość terenu w sierpniu 1945 zaczęły się wypadki. Dowódca 5 BSap wydał rozkaz zaprzestania rozminowania na terenach podmokłych, łąkach i porosłych bujną trawą. Pola ogrodzono i oznakowano. Rozminowywać je miano późna jesienią, po wyschnięciu traw i zielska. Po zakończeniu prac na sektorze, w połowie sierpnia 1 bsap przeszedł do rozminowania sektora Wizna - Osowiec. Rejon obejmował pas terenu o szerokości 40 - 50 km wzdłuż Biebrzy, Kanału Augustowskiego i Rospudy, aż do Gołdapi. Batalion od października likwidował zapory i niszczył amunicję na kierunku: Pisz, Szczytno, Olsztynek i Ostrołęka. 1 listopada zakończył prace na odcinku rozminowania nr 1. Pododdziały batalionu przez 3,5 miesiąca sprawdziły i rozminowały obszar 4880 km², 800 miejscowości w tym 22 miasta m.in. takie jak: Szczuczyn, Pisz, Szczytno, Nidzicę, Olsztynek i Ostrołękę. Rozminował 3437 km dróg, 300 km linii kolejowych i 10 mostów. Wydobyto i zniszczono 381 166 min, w tym: 167 414 ppanc., 79169 pocisków artyleryjskich, bomb i innych środków wybuchowych. Dwóch saperów usunęło po 9 tys. min.
Na podstawie rozkazu Nr 235 Naczelnego Dowódcy Wojska Polskiego z dnia 12 października 1945 batalion otrzymał nawę wyróżniającą „Berliński”.
W listopadzie 1945 batalion wyszedł z podporządkowania 5 BSap i skierowany został w rejon na południowy zachód od Warszawy. Nowy odcinek rozminowania przebiegał wzdłuż Pilicy do Nowego Miasta, dalej do Rawki i ujścia Bzury do Wisły. Miał tam prowadzić powtórne sprawdzenie rozminowania (wcześniej teren ten rozminowywała 2 Brygada Saperów i 42 bsap. Rozminowanie sprawdzające prowadzono od 15 listopada do 15 grudnia. Prace polegały na zbieraniu od władz terenowych i miejscowej ludności wiadomości o wykrytych minach, amunicji i materiałach wybuchowych i ich likwidacji. Batalion w związku z opadami śniegu zakończył prace w grudniu.
Koniec 1945 i pierwsze miesiące 1946, 1 bsap przygotowywał się do rozminowania wiosennego. Na początku 1946 nastąpiła demobilizacja i reorganizacja Wojska Polskiego. Odesłano też wielu doświadczonych oficerów sowieckich.
30 marca 1946 batalion otrzymał numer jednostki wojskowej – 2437. Na podstawie rozkazu nr 105 Naczelnego Dowódcy WP z dnia 4 maja 1946 batalion został odznaczony Krzyżem Virtuti Militari V klasy za działania wojenne i zasługi w rozminowywaniu kraju.
W 1946 batalion sprawdzał i rozminowywał tereny wzdłuż Wisły i Bugu w powiatach: Sokołów Podlaski, Mińsk Mazowiecki, Garwolin, Wołomin, a także Puszczę Kampinoską. Zdjął i zniszczył 116986 min i ponad 400 tys. różnej amunicji. W grudniu 1946 zakończono „powtórne rozminowanie”, które miało być zakończone w grudniu 1945
Sroga i śnieżna zima 1946/47 skomplikowała rozminowanie w 1947. W lutym i marcu jednostki saperskie skierowano do ochrony mostów, walki z zatorami lodowymi, ratowania ludności i dobytku w czasie powodzi. 1 bsap, wspólnie z 46 bsap i 51 bsap prowadził rozminowanie na terenie Warszawskiego OW. Rozminowywał powiat pułtuski i obiekty DOKP Warszawa, wykonał 500 zgłoszeń na terenie 17 powiatów. Saperzy 1 bsap zniszczyli 78200 min i ok. 76 tys. pocisków i środków wybuchowych.
W 1948 Główny Inspektor Inżynierii i Saperów gen. Jerzy Bordziłowski postanowił nie kierować całych oddziałów saperów do likwidacji pozostałych zapór, ale w zasadzie pododdziały w sile do kompanii. Przydzielano patrolom po kilka powiatów. Patrole liczyły od kilku żołnierzy do plutonu saperów wzmocnionego 1-3 artylerzystami. Rozminowanie prowadzono od 5 maja do 30 lipca i od 1 października do 15 listopada.
W latach 1950–1951 1 bsap brał udział w oczyszczaniu terenu oraz rozminowaniu kwatery Hitlera od strony północnej. W 1953 od lipca do 30 września oczyszczał Gierłoż. 27 września 1953 odbyło się oficjalne przekazania kwatery Hitlera władzom miejscowym.
Rozminowanie kraju zakończono oficjalnie w 1956. Od 1957 rozpoczęto oczyszczanie od min zagłębionych, pocisków w wodzie itp. W latach 1945–1956 batalion zlikwidował ok. 570 tys. min, 1924 tys. amunicji. W latach 1944–1994 w trakcie rozminowania i oczyszczania poległo 2 oficerów oraz 36 podoficerów i szeregowców batalionu.
Batalion wykorzystywany był również do walki z klęskami żywiołowymi i prac dla gospodarki narodowej. Ważnym zadaniem w czasie rozminowywania we wrześniu 1944 było usunięcie min z okolic Międzylesia, Wesołej i Jabłonny. W Jabłonnie saperzy 1 bsap we współdziałaniu z saperami 1 Bsap ocalili pałac Potockich. Wykryli i unieszkodliwili miny opóźnionego działania o ciężarze ok. 250 kg materiału wybuchowego każda. Nie udało się usunąć min i min pułapek założonych w zabudowaniach gospodarskich pałacu. W wyniku wybuchu zginęło 5 saperów. W akcjach przeciwpowodziowych ochraniał mosty w Pułtusku, Serocku, Wyszkowie, Warce, Wyszogrodzie, Wołominie. W rejonie miejscowości Brok i Nur na Bugu uczestniczył w akcji przeciwlodowej.
Na podstawie rozkazu Nr 0057/Org. Ministra Obrony Narodowej z dnia 19 września 1955 dowódca Warszawskiego Okręgu Wojskowego przeprowadził, w terminie do dnia 20 grudnia 1955, reorganizację 1 Dywizji Piechoty przeformowując ją na etaty dywizji zmechanizowanej typu B. W ramach wspomnianej reorganizacji 1 Batalion Saperów został przeformowany w 96 Kompanię Saperów.
Na podstawie rozkazu Nr 0026/Org. Ministra Obrony Narodowej z dnia 4 września 1956 dowódca Warszawskiego Okręgu Wojskowego przeformował 96 Kompanię Saperów w 1 Batalion Saperów (JW 2437).
W 1958 batalion otrzymał nowy numer jednostki wojskowej – 2244.
W 1960, w ramach akcji „Tysiąc szkół na Tysiąclecie Państwa Polskiego”, żołnierze batalionu zbudowali nowy budynek szkoły podstawowej w Izabelinie k. Nieporętu. W 1961 wspomniana szkoła przyjęła imię „I Batalionu Saperów Kościuszkowskich” (zob. szkoła tysiąclecia).
Rozkazem nr 07/MON Ministra Obrony Narodowej z dnia 4 maja 1967 w sprawie przekazania jednostkom wojskowym historycznych nazw i numerów oddziałów frontowych oraz ustanowienia dorocznych świąt jednostek, dzień 16 kwietnia został ustanowiony świętem batalionu.
W 1976 jednostka została dyslokowana do Pułtuska.
Minister obrony narodowej rozkazem Nr 16/MON z dnia 6 października 1987 nadał batalionowi imię podporucznika Antoniego Laskowskiego.
12 września 1991 batalion został pozbawiony dotychczasowej nazwy wyróżniającej i imienia patrona.
Dalsze dzieje jednostki zostały przedstawione w haśle „1 Pułtuski batalion saperów”.

## Struktura organizacyjna
Etat 04/506
- dowództwo i sztab
- 3 x kompanie saperów
  - 3 x pluton saperów
  - drużyna zaopatrzenia
- kwatermistrzostwo
  - magazyn techniczny
  - drużyna gospodarcza

Stan etatowy liczył 254 żołnierzy, w tym: 33 oficerów, 44 podoficerów i 177 szeregowych. Na wyposażeniu batalionu znajdowały się następujące jednostki sprzętu:
- samochody – 3
- łodzie MN – 1

## Obsada personalna
Dowódcy batalionu
- mjr Stanisław Moroz
- por. Jan Leszczuk
- por. Ryszard Maślankiewicz
- kpt. Jerzy Szerszeń
- kpt Michał Przewalski

Oficerowie:
- Jerzy Bończak
- Wiesław Grudziński

## Sztandar batalionu
Sztandar ufundowany został przez społeczeństwo Zielonki i wręczony 12 stycznia 1945.
Opis sztandaru:

Płat o wymiarach 95x120 cm obszyty z jednej strony żółtą frędzlą, przymocowany do drzewca przy pomocy sześciu tasiemek. Drzewce z jasnego drewna. Głowica w kształcie orła wspartego na cokole skrzynkowym.
Strona główna:

Na ciemnoczerwonym aksamicie aplikowany z białego jedwabiu i haftowany białą nicią orzeł. Nad nim, na aplikowanej białej wstędze, haftowany złotą nicią napis: „ZA NASZĄ WOLNOŚĆ I WASZĄ”. Pod orłem aplikowany biały kartusz z napisem: „I S.B. SAPERÓW I D.P. IM. T. KOŚCIUSZKI 1944 R.”.
Strona odwrotna:

Na białym, płóciennym tle aplikowany i olejno malowany wizerunek Matki Boskiej Częstochowskiej. Nad wizerunkiem i pod napis haftowany czerwoną nicią: „BÓG, HONOR I OJCZYZNA”.